# BCmot VIIa
A MÁV BCmot  VIIa  egy de Dion-Bouton rendszerű gőzmotorkocsi volt a MÁV-nál.

## Története
A MÁV – hasonlóan a külföldi vasutakhoz – már a századforduló környékén felismerte, hogy a vasúti személy és teherforgalom szétválasztása szükséges, mivel a lassú vegyesvonatok miatti hosszú utazási idők nem kedveztek a személyforgalom fejlődésének. Ez főleg a szárny- és mellékvonalak forgalmát tette gazdaságtalanná.
Az  Aradi és Csanádi Egyesült Vasutak eredményes próbaüzemet folytatott Ganz építésű gőzmotorkocsival normál nyomtávú pályaszakaszain és ezt követően menetrendszerű forgalomba állította őket. A kedvező üzemi tapasztalatok hatására a MÁV vezetői is gőzmotorkocsi beszerzéséről döntöttek. 1903-ban 3 darab de Dion-Bouton rendszerű motorkocsit rendeltek a Ganz gyártól.
A MÁV motorkocsik két kivitelben készültek. Két db. VIIa jellegű a GANZ 15766 számú jellegrajz szerint BCmot 03001-03002 pályaszámmal, amelyek szerkezetileg megegyeztek az ACsEV és a BHHÉV motorkocsikkal, de azokat központi kapcsolókészülék helyett szabványos vonó és ütközőkészülékekkel látták el. A nagyobb sebesség elérése érdekében a MÁV motorkocsik kerékátmérője 1008 mm volt új állapotban, nagyobb, mint a magánvasutak helyi forgalomban közlekedő járműveié. A motorkocsik tengelytávolsága 5500 mm volt.
A motorkocsik elején helyezték el a gépteret, amelyben a de Dion-Bouton féle gőzfejlesztőn kívül a vezető kezelőszervei, a 100 kg tüzelőanyag befogadására alkalmas szénláda, valamint az 1000 l befogadóképességű víztartályok  kaptak helyet. A géptér mögött volt a 9 ülőhelyes II. osztályú utastér, majd a felszálló előtér és azt követően a 24 ülőhelyet magába foglaló III. osztályú utastér. Az utasteret körégős olajlámpákkal, gőzfűtéssel és Torpedó típusú szellőzőkkel látták el.
A MÁV 1903 szeptember 1-jén indította meg a menetrendszerű motorkocsiüzemet Debrecen–Tiszalök és Nyíregyháza–Tiszapolgár között. A motorkocsik a BCmot03001 és BCmot03002 pályaszámokat kapták.
1904-ben a Kaba-Nádudvari HÉV meginduló forgalmához szintén 2 db VIIa jellegű motorkocsit vásároltak melyek a BCmot03004 és BCmot03005 pályaszámokat kapták. A pályaszámokat később módosították: 06101, 06102, 06104, 0610-re

## Kazán
A de Dion-Bouton rendszerű gőzfejlesztő 1,5 m magas, 0,8 m átmérőjű  henger alakú berendezés. Belsejében a kúpos rostély fölött található a tűztér és a tápvízelőmelegítő, alatta a hamuláda. A gőzfejlesztő víz- és gőztere két, koncentrikusan elhelyezkedő hengergyűrű, melyeket sugárirányban több sorban ún. forrcsövek kötnek össze. A tápvízellátást dugattyús tápvízszivattyúk  biztosítják. A tüzelőanyag a belső vízköpeny belsejében lévő hengeres aknán keresztül kerül a rostélyra. Tüzelőanyagként csak faszén vagy koksz alkalmazható, mert a tűztérből a salakot üzem közben nem lehet eltávolítani, így csak nem salakképző tüzelőanyagot lehet használni.
A füstgázok a két vízköpeny közötti gyűrűs térben távoztak csavarvonalban áramolva. A kazán vízszintje kb. a vízköpeny fele magasságában volt, így az e feletti forrcsövek túlhevítő-ként működtek. A kazán felső részén csatlakozott a kémény melyben a fáradt gőz kiömlő kúp, a segédfúvó, valamint a huzatszabályzó került elhelyezésre. A kocsin kívül a kémény tetején csuklós fedéllel letakarható szikrafogó és hamugyűjtő volt.
A kazán túlnyomás elleni védelméről két Tops-féle rugóterhelésű biztonsági szelep gondoskodott.

## Motor

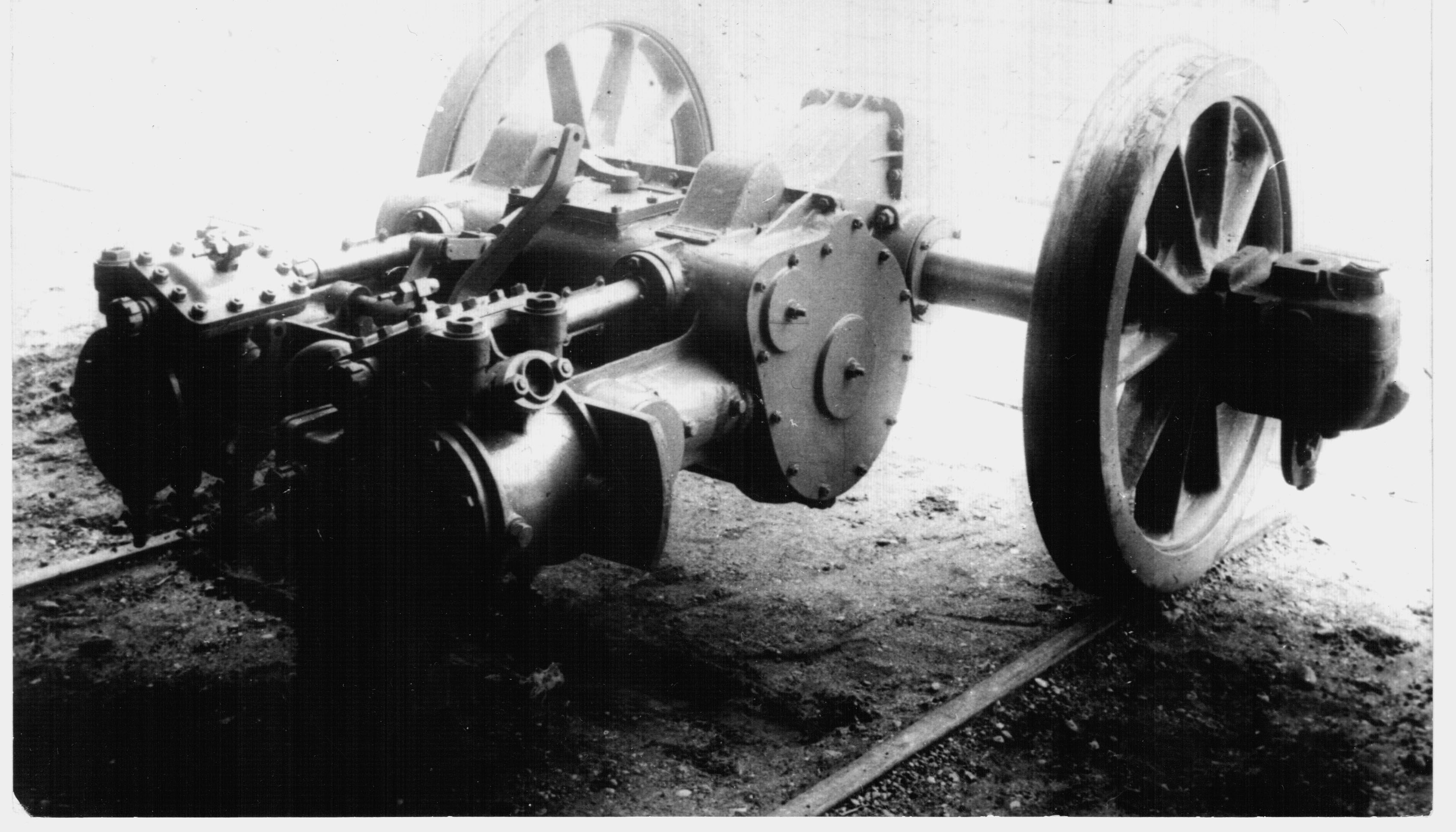
A de Dion Bouton gőzmotor, hajtómű a hajtott kerékpárral

A LiFu rendszerként ismertté vált kéthengeres, kétszeres expanziójú (kompaund) gőzmotor hengerei a kerékpártengelyre merőlegesen, a jármű hossztengelyében, vízszintesen helyezték el. A hajtórudak az ellensúlyokkal kiegyensúlyozott motortengely egymástól 90°-kal elékelt forgattyúcsapjain fejtik ki erejüket. A hengerek gőzelosztásáról síktolattyúk gondoskodtak. A hengerek hőveszteségének csökkentésére és a kondenzáció kiküszöbölésére a gőzhengereket gőzköpennyel vették körül. A gőz először a kisnyomású henger gőzköpenyébe áramlott, majd onnan a nagynyomású henger tolattyújába. A jármű indításakor az indulás megkönnyítésére ún. kompaundváltót alkalmaztak, melynek segítségével induláskor mindkét henger friss gőzt kapott. A hengerek túlnyomás elleni védelmére biztonsági szelepeket alkalmaztak.
A gőzmotor legnagyobb fordulatszámon 600 1/min volt.

## Hajtómű és erőátvitel
A dugattyúk által hajtott forgattyústengely és a jármű kerékpártengelye között a kapcsolatot előtéttengely biztosította kétfokozatú homlokfogaskerekes hajtómű segítségével. Az előtét-tengelyen lévő fogaskerekek mereven ékeltek voltak, míg a forgattyústengelyen lévők szabadonfutók. Kapcsolatot a forgattyústengelyen a két szabadonfutó fogaskerék között elhelyezkedő bordázott tengelyrészre elcsúsztatóan szerelt körmös tengelykapcsolóval lehetett létesíteni.
A forgattyús mechanizmust és a hajtóművet zárt öntöttvasházban helyezték el. Ehhez peremesen csatlakozott a hengereket és tolattyúházat magába foglaló gőzmotor. Így az egység egy zárt, porvédett egységet képezett.
A forgattyús mechanizmus és a fogaskerekek szórt olajozásúak voltak, melyet az olajba merülő fogaskerekekkel biztosítottak. A gőzhengerek és a tolattyúk olajozásáról a tápszivattyúról működtetett központi olajzó gondoskodott.